# Ramat Jišaj
Ramat Jišaj (hebrejsky רָמַת יִשַּׁי, doslova Jišajova výšina, v oficiálním přepisu do angličtiny Ramat Yishay, přepisováno též Ramat Yishai) je místní rada (malé město) v Izraeli, v Severním distriktu.

## Geografie
Leží v nadmořské výšce 90 metrů, na pomezí pahorkatiny v Dolní Galileji a Jizre'elského údolí. Město se nachází cca 78 kilometrů severovýchodně od centra Tel Avivu a cca 20 kilometrů jihovýchodně od centra Haify.
Ramat Jišaj je situován v hustě osídleném a zemědělsky intenzivně využívaném pásu, přičemž osídlení v tomto regionu je smíšené. Vlastní Ramat Jišaj obývají Židé, stejně jako většinu zemědělských obcí v sousedním Jizre'elském údolí. Na severní straně začíná region s vyšším zastoupením izraelských Arabů. Cca 10 kilometrů na východě pak začíná převážně arabská aglomerace města Nazaret.
Ramat Jišaj je na dopravní síť napojen pomocí dálnice číslo 75, která spojuje Haifu a Nazaret. Z ní zde k severovýchodu odbočuje dálnice číslo 77 do Tiberiasu.

## Dějiny
Ramat Jišaj byl založen v roce 1925. Židovská osada byla založena na místě dosavadní arabské vesnice Džida (ג'דה). Nově zřízená židovská vesnice byla zpočátku nazvána Manor (מנור), ale neoficiálně bývala stále nazývána Džida. Teprve roku 1945 byl název změněn na Ramat Jišaj podle Jišaje Adlera – jednoho z iniciátorů založení města.
Myšlenka na založení této nové osady byla dílem skupiny polských Židů z Varšavy, Lodže a Białystoku, kteří zde chtěli zbudovat kombinaci zemědělské a průmyslové obce v duchu dobových evropských snah o vytvoření ideální dělnické komunity. Každý obyvatel měl obdržet 10 dunamů (1 hektar) půdy a zároveň zde měla být postavena textilní továrna. Do června 1926 sem v rámci přistěhovalecké vlny čtvrté aliji dorazilo 200 polských osadníků a zprovozněna byla i textilka Emek ha-Tekstil (עמק הטכסטיל). Vznikla zde také další textilní tkalcovská továrna. Prvotní rozmach byl po nástupu ekonomické krize vystřídán po několika letech úpadkem a osada byla téměř opuštěna. V 30. letech 20. století navíc trpěla útoky během arabského povstání v Palestině. O její nové osídlení se zasloužil v roce 1944 Israel Jehuda Adler, který zde zakoupil 10 usedlostí.
V roce 1958 byl Ramat Jišaj povýšen na místní radu (malé město). Od 80. let 20. století prodělal Ramat Jišaj velkou bytovou výstavbu. Pozůstatkem původního arabského osídlení regionu je budova Chan, kterou zde nechal postavit mezi roky 1896 a 1902 místní arabský šejk. Objekt byl v současnosti opraven a patří k hlavním pamětihodnostem v Ramat Jišaj. V obci působí základní i střední školství.

## Demografie
Podle údajů z roku 2005 tvořili Židé 99,5 % populace Ramat Jišaj a včetně "ostatních" tedy nearabských obyvatel židovského původu ale bez formální příslušnosti k židovskému náboženství 100 %. Jde o menší sídlo městského typu s rychlým populačním růstem. K 31. prosinci 2014 zde žilo 7500 lidí.
| Rok            | 1948 | 1955 | 1961 | 1972 | 1983  | 1995  | 2003  | 2004  | 2005  | 2006  | 2007  | 2008  | 2009  | 2010  | 2011  | 2012  | 2013  | 2014  |
| -------------- | ---- | ---- | ---- | ---- | ----- | ----- | ----- | ----- | ----- | ----- | ----- | ----- | ----- | ----- | ----- | ----- | ----- | ----- |
| Počet obyvatel | 100  | 600  | 800  | 800  | 1 400 | 3 400 | 5 400 | 5 400 | 5 500 | 5 700 | 5 800 | 6 263 | 6 546 | 6 800 | 7 100 | 7 200 | 7 300 | 7 500 |